# La Paz, Santander
La Paz är en ort i Colombia.   Den ligger i departementet Santander, i den centrala delen av landet, 180 km norr om huvudstaden Bogotá. La Paz ligger 1 905 meter över havet och antalet invånare är 1 135.
Terrängen runt La Paz är bergig norrut, men söderut är den kuperad. Runt La Paz är det ganska glesbefolkat, med 43 invånare per kvadratkilometer. Närmaste större samhälle är Contratación, 17,8 km nordost om La Paz. I omgivningarna runt La Paz växer i huvudsak städsegrön lövskog.